# Dorytomus amurensis
Dorytomus amurensis (лат.) — вид жуков-долгоносиков рода Dorytomus (Curculionidae). Питается на растениях рода ива из семейства ивовых. Обитает на Дальнем Востоке России (Амурская область, Приморский край).

## Описание
Мелкие жуки-долгоносики, длина от 3,2 до 3,5 мм. Окраска тела коричневая; переднеспинка темнее. На передних голенях по два вершинных зубца. Бёдра в средней части с небольшим зубцом. Переднеспинка округлая по бокам. Имеют вытянутую и умеренно изогнутую головотрубку. Усики коленчатые. Тело покрыто узкими чешуйками. Коготки ног простые и широко расставленные. Вид был впервые описан в 1979 году советским и российским энтомологом Борисом Александровичем Коротяевым.